# Leopold Demuth
Leopold Demuth, född den 2 november 1861 i Brünn (nu Brno i Tjeckien), död den 4 mars 1910 i Czernowitz, var en österrikisk operasångare (barytonist).
Demuth var elev till Josef Gänsbacher vid Wiens konservatorium. Han var engagerad i Halle, Leipzig och Hamburg, innan han anställdes vid Wiens hovopera, där han genom sin naturliga sångarbegåvning och den fylliga, fasta och mjuka klangen i sin röst intog en framstående plats. Han dog under en konsert.